# Estadi Jesús Bermúdez
L'Estadi Jesús Bermúdez és un estadi esportiu de la ciutat d'Oruro, Bolivia utilitzat principalment per a la pràctica del futbol i l'atletisme.
La seva capacitat és per a 33.000 espectadors i és la seu dels clubs GV San José i Club San José. L'estadi va ser inaugurat l'any 1955. El seu nom fa referència a Jesús Bermúdez, el primer porter de la selecció de futbol de Bolívia. Va ser seu de la Copa Amèrica de futbol de 1975 i de la Copa Amèrica de futbol de 1975.
El 20 de febrer de 2013, un jove de 14 anys del Club San José fou assassinat durant un partit de Copa Libertadores davant el Corinthians a l'estadi.